# 弦書房
弦書房（げんしょぼう）は、福岡県福岡市中央区に本社を置く、人文系の出版社。地元九州や山口（長州）関連の著作を多く刊行している。

## 概要
元々は葦書房の社長だった三原浩良（元毎日新聞西部本社編集委員）が2002年に解任されたことで、社員全員が退社し事実上の「後継会社」として同年12月に設立、代表を三原が務めていたが2008年に退任し、小野静男が就いている。なお三原は2017年に亡くなったが、前年の2016年に回想『昭和の子』を弦書房で刊行した。
近代日本史や夢野久作など地元福岡に関連する作家・人物の本、葦書房で著作を多く刊行していた渡辺京二（「著作集」ほか）や、平川祐弘（随筆集）等の続編にあたる新刊を多く刊行している。